# Cabinet Weil III
Pour les articles homonymes, voir Cabinet Weil.
Basse-Saxe
Weil II Lies
Le cabinet Weil III (en allemand : Kabinett Weil III) est le gouvernement du Land de Basse-Saxe entre le 8 novembre 2022 et le 20 mai 2025, sous la 19e législature du Landtag.
Il est dirigé par le ministre-président Stephan Weil, vainqueur à la majorité relative des élections régionales. Il repose sur une coalition à deux partis entre les sociaux-démocrates et les écologistes. Il succède au cabinet Weil II et cède le pouvoir au cabinet d'Olaf Lies.

## Historique
Ce gouvernement est dirigé par le ministre-président sortant social-démocrate, Stephan Weil. Il est constitué et soutenu par une coalition « rouge-verte » entre le Parti social-démocrate d'Allemagne (SPD) et l'Alliance 90/Les Verts (Grünen). Ensemble, ces deux partis disposent de 81 députés sur 146, soit 55,5 % des sièges du Landtag.
Il est formé à la suite des élections régionales du 9 octobre 2022.
Il succède donc au cabinet Weil II, composé d'une « grande coalition » entre le Parti social-démocrate et l'Union chrétienne-démocrate d'Allemagne (CDU).

### Formation
Au cours du scrutin, profitant de la popularité de Stephan Weil, le SPD vire de nouveau en tête tandis que la CDU atteint le plus mauvais résultat de son histoire régionale et les Grünen enregistrent une nette progression. Dès le lendemain, le Parti social-démocrate et Les Verts disent vouloir ouvrir des discussions exploratoires afin d'envisager un gouvernement conjoint.
Après deux semaines d'entretiens préliminaires, les deux partis ouvrent le 26 octobre des négociations de coalition. À peine cinq jours plus tard, le Parti social-démocrate et Les Verts annoncent le succès de leurs échanges et avoir conclu un pacte de coalition. L'accord est signé le 7 novembre, après avoir été ratifié par les deux partis dans les jours précédents.
Le 8 novembre, Stephan Weil est réélu ministre-président par le Landtag pour un troisième mandat, par 82 voix pour et 63 contre, un député étant absent, recevant une voix de plus que le total de sa coalition. Il forme ainsi son troisième cabinet.

### Succession
Le 2 avril 2025, Stephan Weil annonce qu'il a l'intention de quitter ses fonctions au cours du mois suivant et propose le ministre de l'Économie Olaf Lies, perçu de longue date comme son dauphin, comme successeur. Cette proposition est ratifiée le 16 mai par le SPD, les Grünen ayant déjà indiqué leur intention de poursuivre la coalition au pouvoir.
Le 20 mai, Olaf Lies est élu ministre-président par le Landtag. Il prête aussitôt serment puis forme son gouvernement. Les ministres sont assermentés dans la foulée.

## Composition
- Par rapport au cabinet Weil II, les nouveaux ministres sont indiqués en gras et ceux ayant changé d'attributions le sont en italique.

| Fonction                                                                     | Nom | Nom                                                    | Parti  |
| ---------------------------------------------------------------------------- | --- | ------------------------------------------------------ | ------ |
| Ministre-président                                                           |     | Stephan Weil                                           | SPD    |
| Vice-ministre-présidente Ministre de l'Éducation                             |     | Julia Hamburg                                          | Grünen |
| Ministre de l'Intérieur et des Sports                                        |     | Boris Pistorius (jusqu'au 18/01/2023) Daniela Behrens  | SPD    |
| Ministre de l'Économie, des Travaux publics, des Transports et du Numérique  |     | Olaf Lies                                              | SPD    |
| Ministre de l'Environnement, de l'Énergie et du Climat                       |     | Christian Meyer                                        | Grünen |
| Ministre des Finances                                                        |     | Gerald Heere                                           | Grünen |
| Ministre de la Justice                                                       |     | Kathrin Wahlmann                                       | SPD    |
| Ministre de l'Alimentation, de l'Agriculture et de la Consommation           |     | Miriam Staudte                                         | Grünen |
| Ministre de la Science et de la Culture                                      |     | Falko Mohrs                                            | SPD    |
| Ministre des Affaires sociales, du Travail, de la Santé et de l'Égalité      |     | Daniela Behrens (jusqu'au 25/01/2023) Andreas Philippi | SPD    |
| Ministre des Affaires fédérales et européennes, et du Développement régional |     | Wiebke Osigus                                          | SPD    |